# Exocentrus vaneyeni
Exocentrus vaneyeni är en skalbaggsart som beskrevs av Stefan von Breuning 1956. Exocentrus vaneyeni ingår i släktet Exocentrus och familjen långhorningar.
Artens utbredningsområde är:
- Kenya.
- Zimbabwe.

Inga underarter finns listade i Catalogue of Life.